# 大阪府道136号茨木停車場線
大阪府道136号茨木停車場線（おおさかふどう136ごう いばらきていしゃじょうせん）は、大阪府茨木市を通る一般府道である。

## 概要
JR西日本東海道本線 茨木駅から茨木市駅前2丁目に至る。

### 路線データ
- 起点：大阪府茨木市駅前2丁目（いばらきスカイパレット前交差点、JR西日本東海道本線 茨木駅前）
- 終点：大阪府茨木市駅前2丁目（茨木市駅前2丁目交差点、大阪府道139号枚方茨木線交点）

## 地理

### 通過する自治体
- 大阪府
  - 茨木市

### 交差する道路
| 交差する道路            | 交差する場所 | 交差する場所                 |
| ----------------------- | ------------ | ---------------------------- |
| 大阪府道139号枚方茨木線 | 駅前2丁目    | 茨木市駅前2丁目交差点 / 終点 |

### 沿線
- JR西日本東海道本線 茨木駅
- 茨木警察署 茨木駅前交番